# Свети Никола (град)
Свети Никола (мкд. Свети Николе) је град у Северној Македонији, у средишњем делу државе. Свети Никола је седиште истоимене општине, као и северног дела Овчег поља.

## Природне одлике
Град Свети Никола се налази на у средишњем делу Северне Македоније. Град је на је 30  северозападно од Штипа, а на 60  источно од Скопља, главног града државе.
Рељеф: Свети Никола се налази у Овчем пољу, које је пространа и плодна котлина. Западно од града издиже се Градиштанска Планина, а источно Манговица. Надморска висина града је око 300 .
Клима: У Светом Николи влада блажи облик умерено континенталне климе (жарка лета).
Воде: Кроз Светог Николу протиче пар потока и речица, сви у сливу реке Брегалнице. Од њих је највећа Светониколска река.

## Историја
Назив града постоји од његовог зачетка. Ту је 1292. изграђена црква Светог Николе, у то време највећа од 42 цркве у крају. За њу се везује легенда о чудотворном исцељењу Стефана Дечанског:
И на Овчем Полѣ свети Никола очи ѣму дарова въ црьквi ...
Место је од тада познато по имену Свети Никола. Ово име се појављује и на даровници браће Дејановића из 1378, којим се ово место поклања манастиру Светог Пантелејмона на Светој гори.
Средином 19. века почела је да се развија чаршија и да расте удео словенског живља у насељу. Почетком 20. века насеље је било мешовито бугарско-турско насеље.
За време на балканских ратова велики број муслимана је напустио град.
1912. године Свети Никола се са околином припаја Краљевини Србији, касније Југославији.
Од 1991. године град је у саставу Северне Македоније.

## Становништво
Свети Никола је према последњем попису из 2021. године имао 11.728 становника.
| Национални састав према попису из 2021.‍ | Национални састав према попису из 2021.‍ | Национални састав према попису из 2021.‍ | Национални састав према попису из 2021.‍ | Национални састав према попису из 2021.‍ |
| --------------------------------------- | --------------------------------------- | --------------------------------------- | --------------------------------------- | --------------------------------------- |
|                                         |                                         |                                         |                                         |                                         |
| Македонци                               | Македонци                               |                                         | 10.914                                  | 93,1%                                   |
| непописани                              | непописани                              |                                         | 549                                     | 4,7%                                    |

## Привреда
Становништво се претежно бави земљорадњом, а од индустрије заступљена је прехрамбена, текстилна и индустрија грађевинских материјала. Од пољопривредних култура најзаступљеније су: житарице, индустријско биље, и виноградарске културе.

## Галерија
- Средиште Светог Николе
- Звоник градске цркве
- Споменик посвећен НОБ-у
- Народни музеј у Светом Николи
- Главни градски трг